# Vasile Popescu
Vasile Popescu (n. 1 ianuarie 1894, București, România – d. 5 februarie 1944, București, România) a fost un pictor român.

## Viața

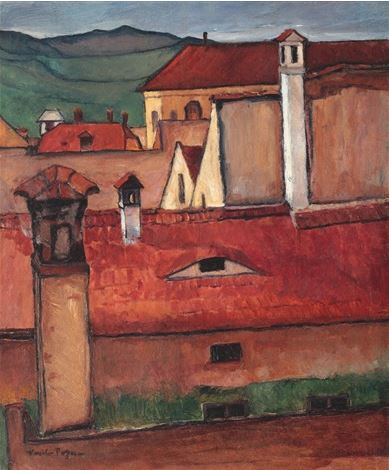
Acoperișuri, anii 1920

A studiat la Școala de Arte Frumoase din București în perioada 1912 - 1915, fără a o absolvi, unde i-a avut ca profesori pe: Frederic Storck desen; Dimitrie Paciurea modelaj; I.D. Ștefănescu istoria artei; G.D. Mirea pictură. Este coleg cu Sabin Pop și Lucian Grigorescu
Începuturile artistice: între 1921 - 1923 lucrează  in special peisaje la București și Balcic împreuna cu: Nicolae Tonitza, Lucian Grigorescu, Francisc Șirato.
Prima perioadă de creație 1923 - 1932. În 1924 are prima expoziție la Ateneul Român alături de Kimon Loghi, Jean Neylies, i se decernează  unul dintre premiile Salonului: o bursă de studiu in străinătate în Franța, nordul Italiei și Coasta Dalmației. 1925 participă la Salonul Oficial cu 5 lucrări, obține unul din premii; 1926 participă la Salonul Oficial cu 5 lucrari, este premiat; 1927 călătorește impreună cu Iorgulescu-Yor pe malul Siretului și în Transilvania. 1928 a doua expoziție personală in sălile Academie Artelor Decorative; participă la Salonul Oficial; 1929 expune la Salonul Oficial doua peisaje; participă cu lucrări la Salonul de toamnă de la Paris; 1930 expune la Salonul Oficial și la expoziția de artă românească de la Gemeente Museum voor Moderne. Între anii 1930 - 1933 frecventează atelierul lui Tonitza din str. Popa Soare. 1932 expune la Salonul Oficial.
A doua perioadă de creație 1933 - 1937. Deschide a treia expoziție personală într-un magazin situat în Calea Victoriei nr.88 lânga cafeneaua Corso 1933, participă la expoziția Grupul Nostru și la Salonul Oficial; 1934 cea de a patra expoziție personală Sala Ileana, prefața catalogului este făcută de Francisc Șirato;  expozitia Grupul Plastic; devine membru al Socetății Tinerimea Artistică expune la Sala Dalles; 1935 participă la expoziția grupării Contimporanul; Tinerimea Artistică; Salonul de desen și gravură. 1936 expoziția Contimporanul a patra și ultima a socetății.
A treia perioadă de creație 1937 - 1940. Participă la expoziția Tinerimii Artistice, Salonul Oficial și Expoziția Internațională de la Paris. 1938 participă la Salonul oficial. 1939 deschide cea de a cincea expoziție personală la Sala Dalles, în paralel cu Ion Țuculescu și O. Angheluta .
A patra perioadă de creație 1940 - 1944. Participă la Trienala de la Milano; expune la Tinerimea Artistică; Expoziția Lunii Bucureștilor; 1941 Salonul Oficial. 1942 - 1943 expune la Tinerimea Artistică. În 1944 încetează din viață și este înmormantat la Cimitirul Sf.Vineri .

## Opera
Reprezentant al unei direcții derivate din postimpresionism, Vasile Popescu găsește sursa plăcerii estetice în senzația imediată. Subiectul tablourilor ca în cazul multor artiști postimpresioniști, apartin experienței cotidiene pentru a sublinia prin intensitatea lirismului, depășirea convențiilor legate de subiectul literar. Reprezentând în acest fel tranșant problema a ceea ce reprezintă, se pot cita aici ciclurile de naturi moarte cu oglindă și variantele la Castel reflectat în apă, artistul se arată interesat să comunice impresiile sale într-un mesaj pur pictural.